# Radio Italia Hit Estate
Radio Italia Hit Estate è una compilation di Radio Italia pubblicata il 19 giugno 2012 dall'etichetta discografica Sony Music.

## Tracce

### CD 1
1. Cesare Cremonini – Il comico (sai che risate) (Cesare Cremonini)
2. Alessandra Amoroso – Ti aspetto (Federica Camba, Daniele Coro)
3. Tiziano Ferro – Hai delle isole negli occhi (Tiziano Ferro)
4. Giorgia – Tu mi porti su (feat. Jovanotti) (Jovanotti)
5. Modà – Come un pittore (Francesco Silvestre)
6. Arisa – L'amore è un'altra cosa (Giuseppe Anastasi)
7. Francesco Renga – Senza sorridere (Francesco Renga, Diego Mancino, Dario Faini)
8. Emma – Cercavo amore (testo: Roberto Casalino – musica: Roberto Casalino, Niccolò Verrienti)
9. Negrita – Un giorno di ordinaria magia
10. Marco Mengoni – Dall'inferno (Marco Mengoni, Massimo, Piero Calabrese)
11. Micaela – Splendida stupida
12. Sonohra – Si chiama libertà (feat. Hevia)
13. Raf – Controsenso (Raf, Gimmi Santucci, Antonio Iammarino)
14. Emis Killa – Parole di ghiaccio
15. Negramaro – Londra brucia (Giuliano Sangiorgi)

### CD 2
1. Biagio Antonacci – Ti dedico tutto (Biagio Antonacci)
2. Planet Funk – Ora il mondo è perfetto (feat. Giuliano Sangiorgi)
3. Dolcenera – Un sogno di libertà (Dolcenera)
4. Gianluca Grignani – Sguardi (Gianluca Grignani)
5. Nina Zilli – L'amore è femmina (Nina Zilli)
6. Il Cile – Cemento armato
7. Fiorella Mannoia – Se solo mi guardassi
8. J-Ax – Brillo ma da lucido
9. Antonello Venditti – Come un vulcano (Antonello Venditti)
10. Noemi – In un giorno qualunque (testo: Alessandra Flora, Marco Ciappelli – musica: Marco Ciappelli)
11. Mario Venuti – Quello che ci manca (Kaballà, Mario Venuti)
12. Julia Lenti – Illogico
13. Litfiba – La mia valigia
14. Umberto Tozzi – Se tu non fossi qui (Umberto Tozzi)
15. Valerio Scanu – Libera mente (Stefano Borzi, Federico Paciotti)